# Quân đoàn Phi Châu của Đức
Quân đoàn Phi Châu Đức (tiếng Đức: Deutsches Afrikakorps DAK listen
ⓘ) là lực lượng viễn chinh của quân đội Đức Quốc xã tại Libya và Tunisia tham chiến trên mặt trận Bắc Phi trong chiến tranh thế giới thứ hai. Quân đoàn này có cấu trúc riêng biệt và là lực lượng chủ yếu của Tập đoàn quân Thiết giáp châu Phi (Panzerarmee Afrika - sau này sáp nhập với lực lượng Ý trở thành Tập đoàn quân Thiết giáp Đức-Ý (Deutsch-Italienische Panzerarmee) và Cụm tập đoàn quân châu Phi (Heeresgruppe Afrika)).

## Lịch sử
Afrikakorps được Hitler thành lập và đích thân đề cử thống chế Erwin Rommel làm chỉ huy ngày 12 tháng 2 năm 1941. Trước đó bộ tư lệnh quân đội Đức OKW quyết định đưa quân Đức đến tiếp ứng quân Ý tại chiến trường châu Phi. Quân Ý vừa bị quân Anh đánh tán loạn trong chiến dịch Compass. Ngày 14 tháng 2 Rommel đến châu Phi và bắt đầu chỉ huy lực lượng thiết giáp Đức. Lúc đầu chỉ có 1 trung đoàn (Trung đoàn 5 Panzer) nhưng sau đó kết nạp thêm Trung đoàn 3 Panzer và một số đơn vị khác và trở thành Sư đoàn 5 Khinh binh. Đến cuối tháng 4 năm 1941, sau khi Rommel chiến thắng lấy lại được Cyrenaica và bắt đầu cuộc phòng thủ, một số đơn vị thuộc Sư đoàn 15 Panzer Đức từ Ý kéo sang sáp nhập vào đội quân. Afrikakorps lúc này gồm 2 sư đoàn và một số đơn vị nhỏ. Tuy theo cấu trúc đơn vị, Afrikakorps nằm dưới chỉ huy của quân đội Ý tại Bắc Phi - Rommel chỉ huy quân Đức độc lập, không cần hỏi ý kiến tư lệnh Ý.
Ngày 15 tháng 8 năm 1941 Sư đoàn 5 Khinh binh được đổi tên thành Sư đoàn 21 Panzer, vẫn thuộc chỉ huy của Afrikakorps. Mùa hè năm 1941, tư lệnh Đức tăng cường thêm lực lượng và thay đổi cơ cấu quân đội, thành lập bộ chỉ huy Cụm quân Panzer châu Phi (Panzergruppe Afrika). Ngày 14 tháng 8, Rommel lên chỉ huy Panzergruppe Afrika và Ludwig Crüwell thay ông chỉ huy Afrikakorps.
Panzergruppe Afrika chỉ huy Afrikakorps và một số đơn vị khác, trong đó có 2 quân đoàn Ý. Với danh hiệu Cụm quân, Panzergruppe Afrika có biên chế tương đương cấp tập đoàn quân - và sau này được đổi tên thành Tập đoàn quân Thiết giáp châu Phi (Panzerarmee Afrika).
Sau khi Đức bại trận tại El Alamein và khi quân Đồng Minh lấn chiếm Maroc và Algérie (chiến dịch Torch), OKW cố gắng tăng cường lực lượng tại châu Phi, thiết lập Quân đoàn XC Đức tại Tunisia ngày 19 tháng 11 năm 1942 và ngày 8 tháng 12 thiết lập bộ chỉ huy Tập đoàn quân 5 Panzer do tướng Hans-Jürgen von Arnim chỉ huy.
Ngày 23 tháng 2 năm 1943, Panzerarmee Afrika được gọi là Tập đoàn quân Thiết giáp Đức-Ý (Deutsch-Italienische Panzerarmee) rồi thành Tập đoàn quân 1 Ý do tướng Ý Giovanni Messe chỉ huy. Rommel được lên chỉ huy Cụm tập đoàn quân châu Phi (Heeresgruppe Afrika) - gồm Tập đoàn quân 1 Ý và Tập đoàn quân 5 Panzer. Các đơn vị còn lại của Afrikakorps được giải thể kéo về Tunisia.
Tháng 3 năm 1943 von Armin lên chỉ huy Cụm tập đoàn quân châu Phi. Ngày 13 tháng 5, Afrikakorps và tàn quân Đức-Ý đều đầu hàng quân Đồng Minh.

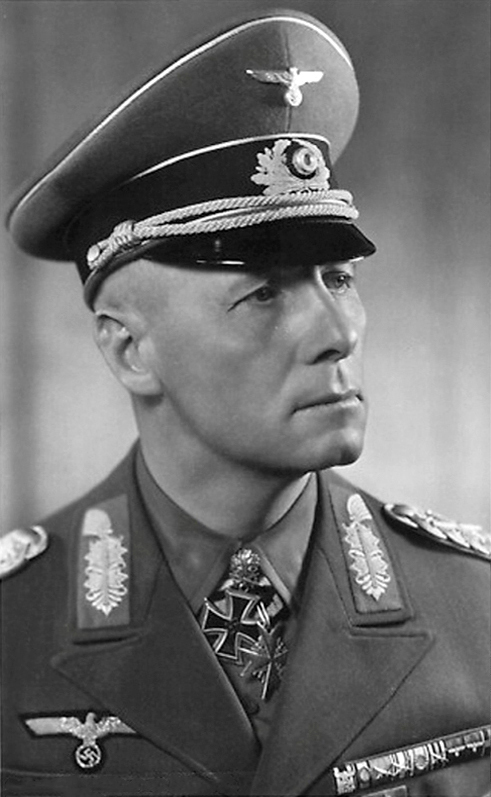
Erwin Rommel
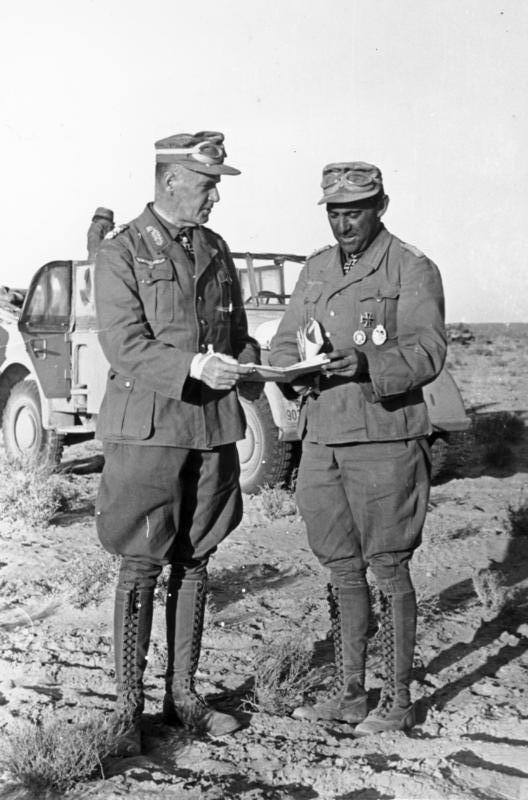
Ludwig Crüwell tại chiến trường bắc Phi
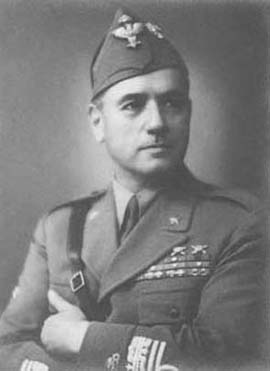
Giovanni Messe